# Herbita dislocata
Herbita dislocata là một loài bướm đêm trong họ Geometridae.